# Соллогуб, Лев Александрович
Граф Лев Алекса́ндрович Соллогу́б (18 мая 1812, Москва — 20 апреля 1852) — завсегдатай светских и литературных салонов пушкинского времени, поручик лейб-гвардии Измайловского полка, впоследствии секретарь русского посольства в Вене. Брат писателя В. А. Соллогуба.

## Биография
Старший сын известного денди графа Александра Ивановича (1787—1843) из польского рода Соллогубов от его брака с фрейлиной Софьей Ивановной Архаровой (1791—1854), дочерью генерала Ивана Архарова и его жены Екатерины Александровны. Родился в Москве, крещен 28 мая 1812 года в Николо-Явленской церкви на Арбате, при восприемстве Н. А. Корсакова и тетки М. И. Архаровой. 
Вскоре из-за наступления французов на город графиня Соллогуб с новорожденным сыном и родителями была вынуждена бежать в Ярославль. Впоследствии семья жила в Санкт-Петербурге и много времени проводила за границей. Лев, как и младший брат Владимир, получил прекрасное домашнее образование, среди его учителей был французский драматург Э. Шаррьер, позднее переводивший «Записки охотника» И. С. Тургенева. Графиня А. Д. Блудова, знавшая Льва Александровича в детстве, писала: «… старший Leon не дурён собой, но мешковат и неповоротлив. Зато души он был замечательно нежной, мягкой и благородной.»
После окончания Школы гвардейских подпрапорщиков граф Соллогуб 23 апреля 1829 года начал службу подпрапорщиком в лейб-гвардии Измайловском полку; в 1831 году произведён в прапорщики; 13 января 1835 года уволен от службы за болезнью чине подпоручика. К началу 1830-х годов относится знакомство Соллогуба с А. С. Пушкиным. Встречались они в петербургском свете, а также в Павловске в доме его бабушки Е. А. Архаровой, у которой Соллогубы проживали летом 1831 года и к которой в это время часто наведывался Пушкин. В 1836—1837 годах граф Соллогуб путешествовал по Европе месте с Андреем Карамзиным. В 1837 году в Париже Лев Соллогуб познакомился с Гоголем, а летом того же года в Баден-Бадене оказался в числе первых слушателей «Мёртвых душ» вместе с Карамзиным и А. О. Смирновой.

Соллогуб поступил на службу в Министерство иностранных дел 14 августа 1839 года. Вращаясь в обществе, он посещал известные петербургские салоны Карамзиных, Виельгорских, В. Ф. Одоевского. В это время он сводит знакомство с князем И. С. Гагариным и графом А. П. Шуваловым. П. А. Вяземский писал жене в ноябре 1839 года: 
Иван Гагарин, Лев Соллогуб и Шувалов неразлучны. Софья Карамзина говорит, что если бы их объединить, то они составили бы вместе одного неотразимого молодого человека: Гагарин умеет говорить, Шувалов опускать глаза, Соллогуб вздыхать.
 Через несколько дней он вновь сообщает: «… по вечерам часто всегда кто-нибудь да есть: Наталия Пушкина с сестрой, Тимирязев, Жуковский, Л. Веймар, валуевская молодежь: Шувалов, Жан Гагарин, Соллогуб.» К этому времени относится знакомство графа с М. Ю. Лермонтовым. 2 декабря 1839 года А. И. Тургенев писал: «С Карамзиными к нам: Тизенгаузен, Доктуров — домой; Пушкины обе, Шуваловы, Гагар(ин), Соллог(уб), Лермон(тов), Жуков(ский), Соболев(ский) и пр.» В 1926 году при разборе соллогубовского архива была обнаружена записная книжка графа, которую он вёл в 1833-40 годах. Записи в ней велись на нескольких языках и включали планы и наброски предполагаемых произведений, стихи, цитаты, размышления, а также рисунки. Два из которых были подписаны «Лермонтов», один представлял собой портрет курносого крестьянина в армяке, другой — молодого мужчины с усами, а также в тетради были три неполные строки, написанные поэтом.
В 1841 году граф Соллогуб был отправлен курьером в Лондон. 23 декабря 1842 года определен младшим секретарём посольства в Вене; в 1844 году — коллежский асессор. 5 апреля 1846 года по собственному желанию отозван в Россию, с оставлением в ведомстве министерства иностранных дел. А. Я. Панаева писала о нём: « Странно было видеть … брата (В. А.) Соллогуба, скромного, простого человека, который не заимствовал ни утончённости в манерах своего отца, ни глупой кичливости аристократизма своего брата»
Соллогуб был владельцем усадьбы «Рождествено-Телятьево» (ныне Серпуховский район Московской области) и нижегородского села Яковцево. От отца он унаследовал коллекцию ценных картин, приобретённых тем в молодости во время проживания в Париже.
Последние годы граф Лев Александрович провёл в состоянии полного умопомрачения. С детства он страдал психическим заболеванием, которое с годами прогрессировало. По воспоминаниям Владимира Александровича, ещё в 1820 году в Париже восьмилетний Лев на прогулке в саду с разбега сильно ударился головой о мраморную статую и на несколько часов потерял сознание, получив сотрясение мозга.
Граф Лев Александрович скончался 20 апреля 1852 года и был похоронен в Донском монастыре рядом с матерью и братом. В отличие от их надгробий, могила графа Льва Александровича утрачена.

## Семья

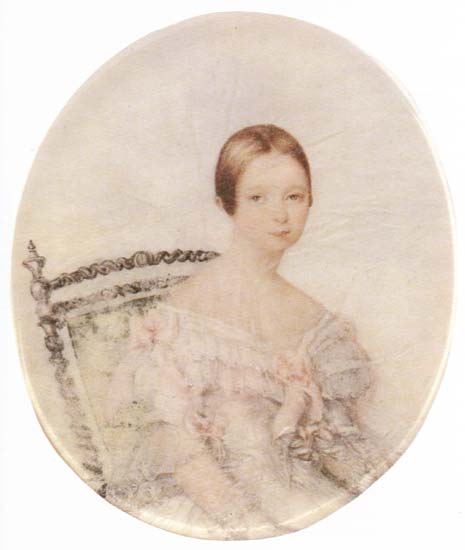
Гр. М. Ф. Соллогуб, жена

10 ноября 1846 года граф Соллогуб женился на Марии Фёдоровне Самариной (1821—1888), дочери Фёдора Васильевича Самарина и Софьи Юрьевны, дочери сенатора Ю. А. Нелединского-Мелецкого. П. Виардо писала 21 ноября Матвею Виельгорскому: «Поблагодарите вместо меня графа Льва за доброе и сердечное письмецо, которым он известил меня о своей женитьбе. Я рада предстоящему ему счастью и желаю долгого и полного воплощения его мечтаний». В браке родились:
- Фёдор (1848—1890) — художник, актёр и поэт-любитель, женат на Наталье Михайловне (1851—1915), дочери барона М. Л. Боде-Колычёва;
- Александр[2]

### Комментарии
1. ↑  Литературовед И.П. Бартенев записал воспоминания князяП.А. Вяземского: «Старик барон Геккерн был известен распутством. Он окружил себя молодыми людьми наглого разврата и охотниками до любовных сплетен и всяческих интриг по этой части; в числе их находились князь Пётр Долгорукий и граф Л.С.[2]» Пушкинист П.Е. Щеголев позднее расшифровал инициалы «граф Л.С. — конечно, граф Лев Соллогуб, брат писателя Владимира[4].» Однако А.В. Рычкова в своей статье сомневается в правильности этой гипотезы, основываясь на том, что в 1835—1838 годах граф Лев Александрович находился за границей и не мог принимать участие в интриге против Пушкина, кроме того в письмах к брату он называет среди своих друзей имена Олениних, Вяземских, Осиповых, Россет, Карамзиных, то есть людей, близких к поэту. Автор выдвигает версию, что «граф Л. С. » - это граф Лев Иванович Соллогуб, дядя Л.А. Соллогуба и тайный агент III отделения[2].»
2. ↑  В 1848 году принадлежность рисунка с крестьянином Лермонтову была опровергнута в работе Н.П. Пахомова «Живописное наследие Лермонтова» [5], но в 1981 году художник Б.И. Клабуновский произвёл дополнительную экспертизу рисунков по просьбе ЦГАЛИ, подтвердив авторство поэта: «Характерные для руки М.Ю. Лермонтова штрихи, тушевка, направление линий какрандаша и некоторые другие особенности … как нельзя больше подходят к манере его творчества как выдающегося художника-любителя[2]»